# Sterigmostemum sulphureum
Sterigmostemum sulphureum là một loài thực vật có hoa trong họ Cải. Loài này được Bornm. miêu tả khoa học đầu tiên.